# Grande Autostazione di Istanbul
La Grande Autostazione di Istanbul (in turco Büyük İstanbul Otogarı), colloquialmente nota in Turco come Otogar,  è un terminal di autobus interurbano situato nella parte europea di Istanbul, in Turchia. Sebbene si trovi all'interno del distretto di Bayrampaşa, è anche popolarmente conosciuto come Bus Terminal di Esenler, perché è molto vicino al centro del distretto di Esenler. Oltre alla stazione degli autobus gestita dal Comune Metropolitano di Istanbul, nel distretto di Eyüpsultan, sul lato europeo di Istanbul, si trova la stazione dei minibus di Alibeyköy, anch'essa una filiale di IBB İSPARK.

## Storia
Dopo che la stazione degli autobus di Istanbul Trakya a Topkapı si era rivelata insufficiente negli anni '80, in seguito all'accordo firmato tra la Municipalità Metropolitana di Istanbul e il Büyük Istanbul Otobüs İşletmeleri A.Ş. nel 1987, la costruzione fu avviata con la cerimonia di posa della prima pietra alla quale partecipò Turgut Özal, primo ministro dell'epoca. Il 6 aprile 1994 l'autostazione venne inaugurata dall'allora sindaco della municipalità metropolitana di Istanbul Recep Tayyip Erdoğan. È la più grande stazione degli autobus della Turchia e dell'Europa e la terza più grande stazione degli autobus del mondo.
All'interno dei confini della stazione degli autobus si trova anche la Moschea della Repubblica (in turco Cumhuriyet Camii), che attira l'attenzione per la sua architettura originale.
Il 1° agosto 2019 il controllo dell'autostazione è stato trasferito a ISPARK e subito dopo sono stati rinnovati gli interni e i dintorni della stazione egli autobus.

## Rinnovamento e stato attuale

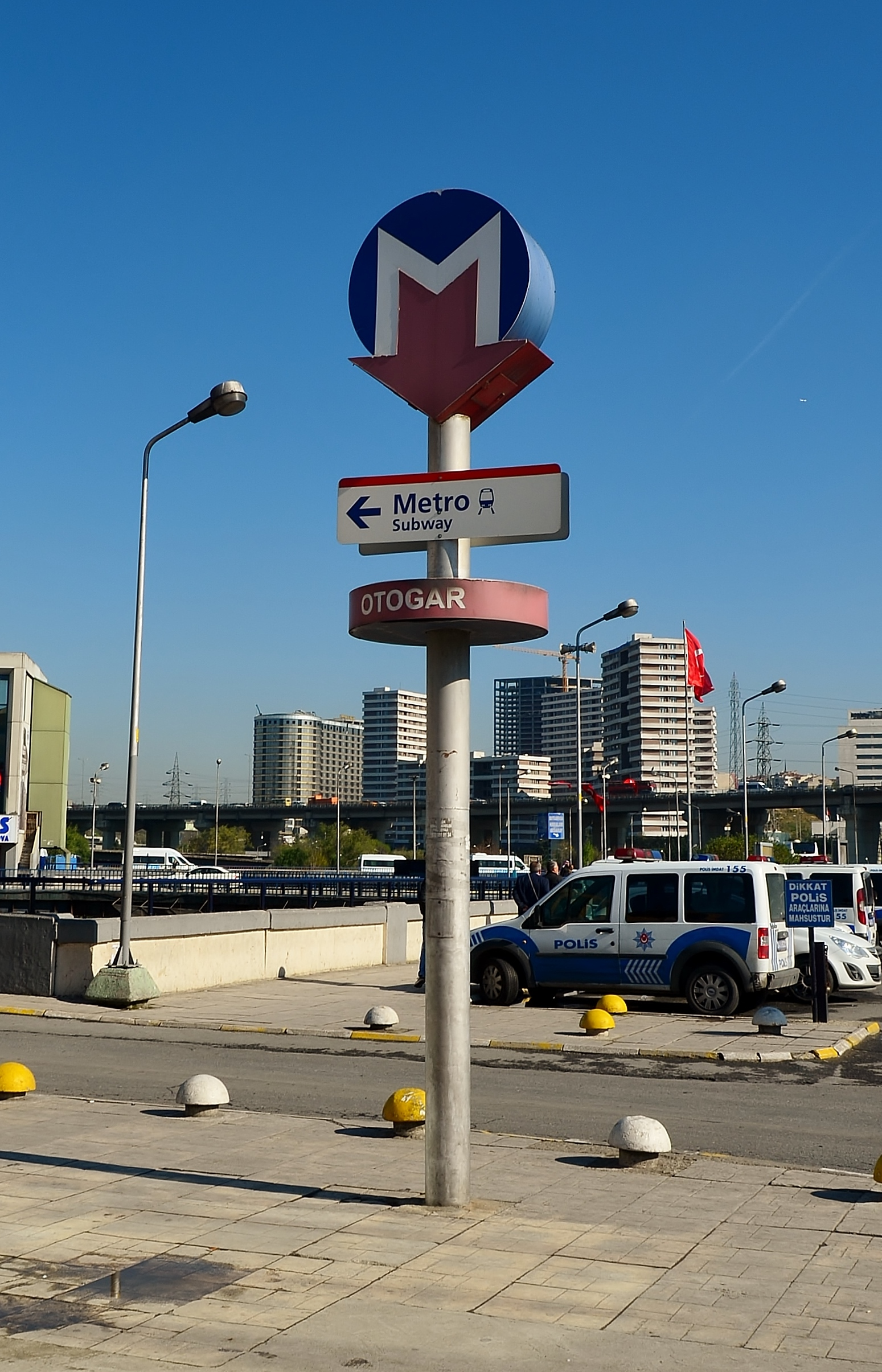
Istanbul Metro al terminal di Esenler

Il 9 settembre 2019, la stazione degli autobus, che è diventata una delle società controllate dalla Municipalità Metropolitana di Istanbul, si è trasformata in un complesso con aree di socializzazione, una biblioteca e progetti culturali e artistici a seguito di un processo di ristrutturazione durato un anno.
Le 4 torri che circondano le aree in cui tutti gli ospiti soddisfano le proprie necessità presso la Grande Stazione degli Autobus di Istanbul sono state chiamate Torre della Fanciulla, Torre dell'Orologio di Dolmabahçe, Torre di Galata e Torre di Beyazit, che sono i simboli di Istanbul; e le porte di ingresso e di uscita della stazione degli autobus sono state chiamate Topkapı, Porta di Mevlana, Demirkapı, Porta di Ahir, Porta di Narlı, Porta di Yedikule, Porta di Belgrad, Çatladıkapı, Edirnekapı, Silivrikapı, Kumkapı, Yenikapı.
Su una superficie di 290.000 m² su più livelli, dispone di 100 posti auto per gli autobus e 450-500 per altri veicoli, 168 piattaforme per gli autobus e un numero analogo di biglietterie e 2000 uffici. L'autostazione gestisce 15.000 movimenti di autobus al giorno, cioè arrivi e partenze, con una capacità di 600.000 viaggiatori. Alla stazione degli autobus lavorano tra le 3.000 e le 5.000 persone e ogni giorno transitano per questo snodo dei trasporti fino a un milione di persone.
Ci sono anche officine, negozi, ristoranti, una stazione di polizia, un'infermeria e una moschea.

## Compagnie di autobus

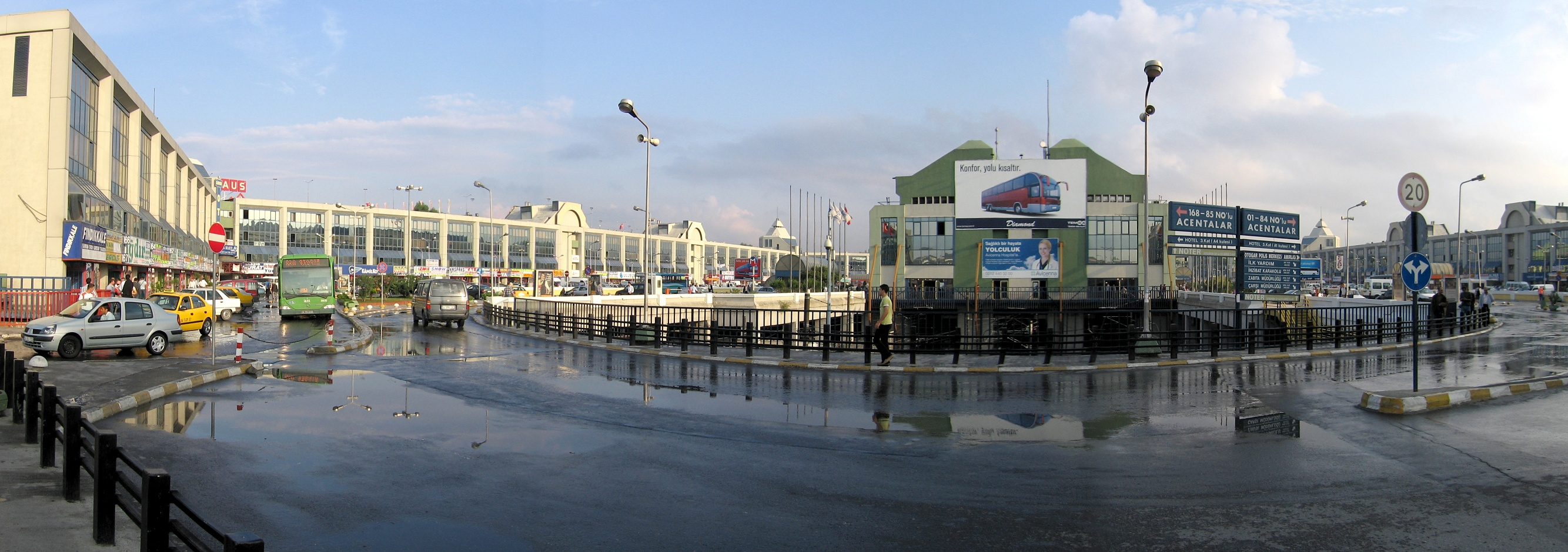
Veduta dell'Otogar (2006)

Al 2014, c'erano 324 compagnie di autobus in 168 uffici nel Büyük İstanbul Otogarı.
Nel 2022, sebbene alcune compagnie di autobus siano passate ad Alibeyköy Cep Otogarı, più di 270 compagnie di autobus operano al Büyük İstanbul Otogarı. Gli uffici di tutte le compagnie di autobus si trovano all'interno della stazione degli autobus. Dal Büyük İstanbul Otogarı partono servizi di autobus per 81 province della Turchia.

## Collegamenti
Da qui partono autobus a lunga percorrenza che raggiungono praticamente tutte le zone del Paese. A livello internazionale, ci sono collegamenti regolari con i Paesi dell'Europa sud-orientale e con molti Paesi dell'Europa centrale e del Medio Oriente. La linea più trafficata è quella per la capitale turca Ankara, a 450 chilometri di distanza. Gli autobus partono dalla stazione degli autobus 24 ore su 24, circa ogni quarto d'ora.
Il centro di Istanbul e molti quartieri possono essere raggiunti dalla stazione degli autobus utilizzando la linea M1A della metropolitana di Istanbul, nonché gli autobus urbani, le navette delle compagnie di autobus, altri autobus di linea e i taxi. La stazione degli autobus è collegata all'aeroporto Atatürk dalla stessa linea della metropolitana. Dal 2013 il quartiere di Esenler e altri quartieri a ovest sono stati collegati alla linea M1B della metropolitana.
Molti autobus a lunga percorrenza che viaggiano da qui verso l'Anatolia fermano anche alla più piccola stazione degli autobus di Harem, nella parte asiatica di Istanbul.